# Takiyya al-Sulaymaniyya

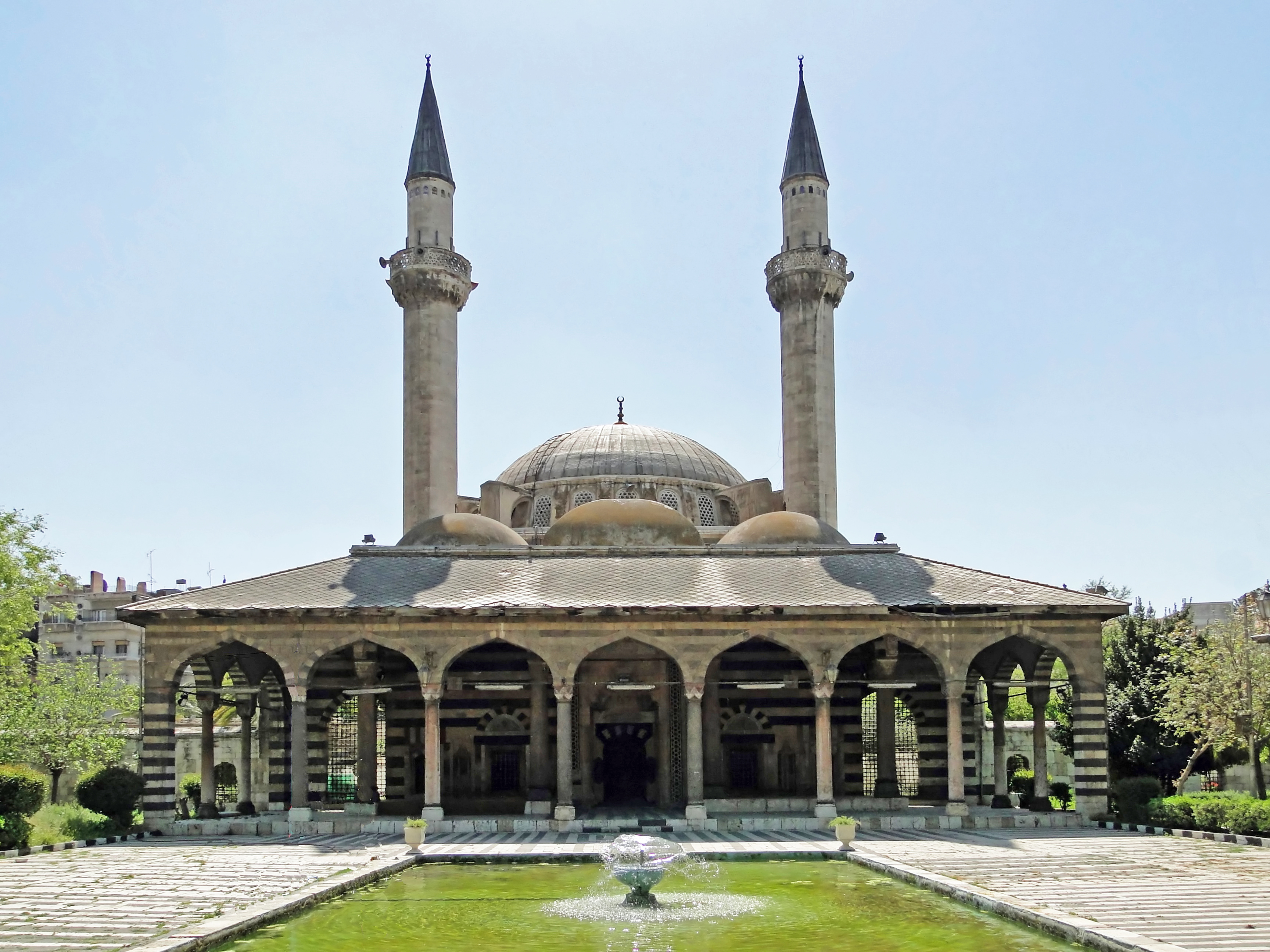
Blick von Norden auf die Takiyya Süleymans

Die Takiyya al-Sulaymaniyya (dt. Takiyya Süleymans, auch Takiyya-Moschee oder Sultan-Süleyman-Moschee, arabisch التكية السليمانية at-Takiyya as-Sulaymāniyya ‚Kloster des Süleyman‘, türkisch Şam Süleymaniye Külliyesi) ist ein vom osmanischen Architekten Sinan errichteter religiöser Komplex in Damaskus. Er befindet sich in der Nähe des Nationalmuseums und besteht aus einer Moschee mit angeschlossener Koranschule (Medrese).

## Geschichte

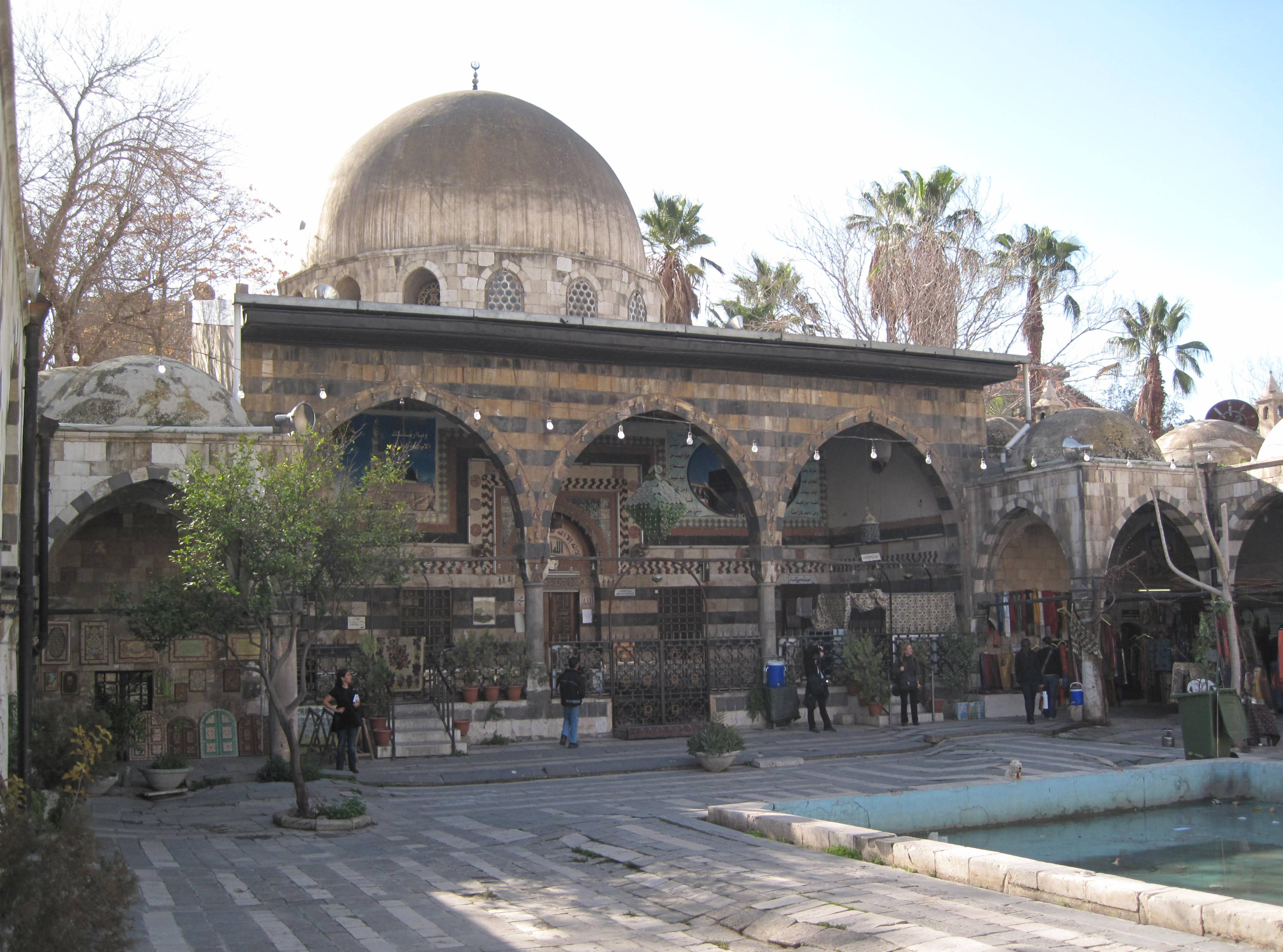
Blick in den Innenhof der Madrasa

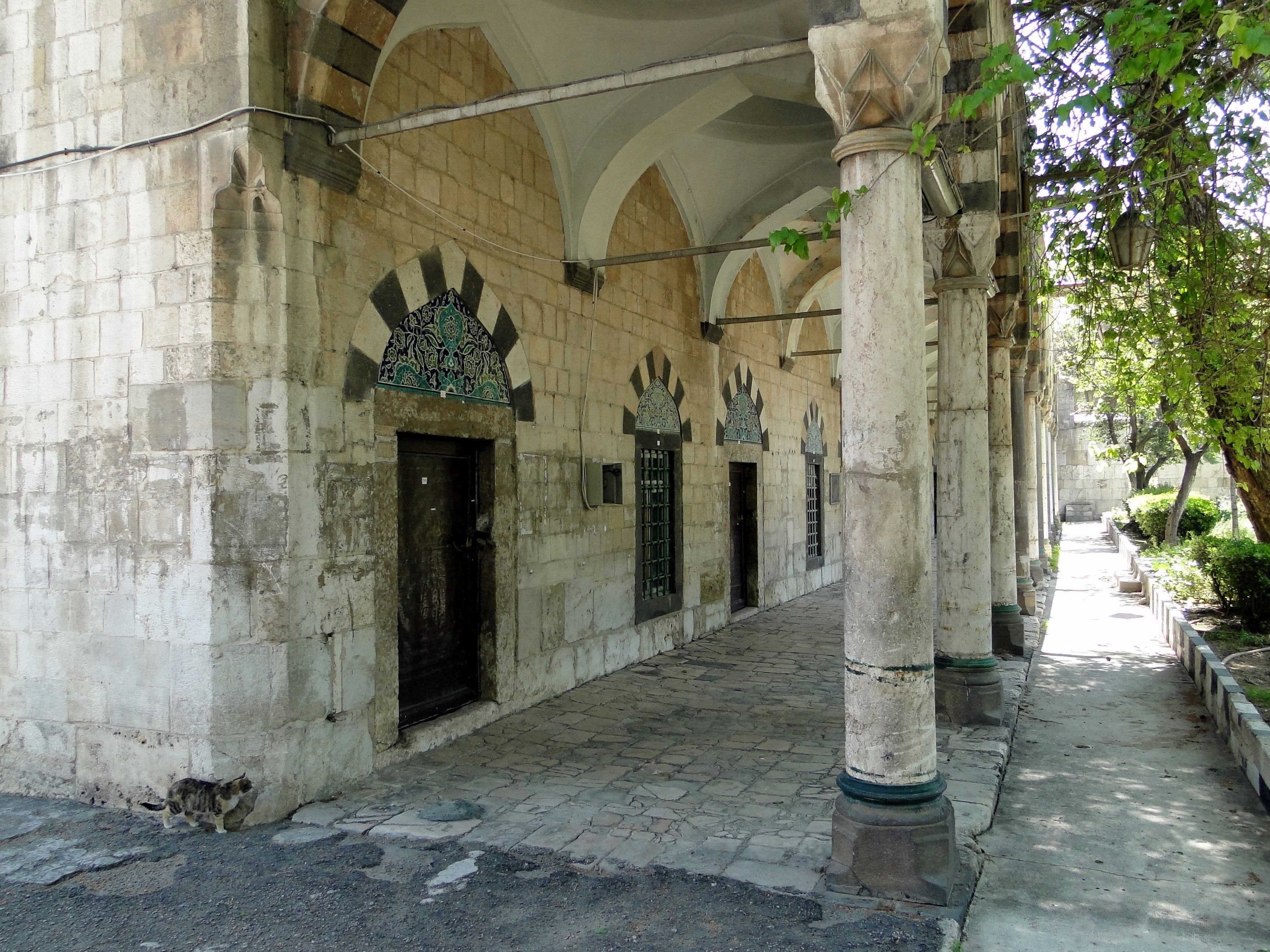
Die Moschee wird von Wohnzellen für Gäste gesäumt.

Nach dem Sieg über die Mamluken in Syrien und Ägypten wählte der osmanische Sultan Selim I.  die Residenz des Mamlukenfürsten Baibars, den Ablaq-Palast, als Wohnsitz während seines Aufenthaltes in der Region im Winter 1516/17. Als Dank für den Sieg stiftete Selim eine Moschee in der Nähe des Grabes des Sufi-Meisters Muhyī d-Dīn Ibn ʿArabī, den Selim verehrte. Selim ließ über dem Grab ein Mausoleum mit Kuppel errichten und baute eine Freitagsmoschee mit Imaret (Armenküche). Die als Hypostyl konstruierte Moschee mit Minaretten trägt das Datum 923-24 (1517–18) und war geprägt vom arabischen Stil jener Zeit. Architekt war Shihab al-Din Ibn al-'Attar.
Die heutige Takiyya-al-Sulaymaniyya wurde 1554/55 vom osmanischen Sultan Süleyman I. dem Prächtigen in Auftrag gegeben. Süleyman hielt sich wohl aufgrund des Kriegs gegen die Safawiden in Damaskus auf. Seine Söhne Mustafa und Cihangir waren kurz zuvor gestorben, den Sohn Mustafa hatte der Sultan kurz zuvor hinrichten lassen. Wohl auch deshalb wollte er für sein Seelenheil eine Moschee stiften. Als Ort wählte er den Platz des ehemaligen Palastes seines Vaters in Damaskus. Der Komplex wurde zwischen 1558/59 fertiggestellt. Die Bauaufsicht führte der Gouverneur Şemsi Pascha. Architekt war Sinan, der aber wohl nicht extra nach Damaskus reiste, sondern die Pläne in Konstantinopel fertigte. Als ausführenden Architekten benannte er Todoros. Die Arbeiten wurden von arabischen Handwerkern aus der Region erledigt.
Außerdem wurde mit dem Bau einer Madrasa begonnen, die allerdings erst unter der Herrschaft von Selim II. 1566/67 fertiggestellt wurde und den Hanafiten unterstand. 1567 erreichte den Generalgouverneur von Damaskus ein Schreiben des osmanischen Sultans, das den Bau eines Tekke forderte. Wann dieses errichtet wurde, ist nicht bekannt. In einer Auflistung von Bauwerken unter Süleymans Regime aus dem Jahr 1596 wird neben der Moschee, der Madrasa, der Imaret, einer Karawanserei auch die Tekke erwähnt.
Im Hofgarten befinden sich Gräber von nach Ausrufung der Republik aus der Türkei ausgewiesenen Repräsentanten der Osmanischen Dynastie, unter anderem die Gräber von Mehmed VI., des letzten Sultans des Osmanischen Reiches und Şehzade Mehmed Seyfeddin Efendi.

## Architektur
Die Bauweise der Moschee kombiniert die typische damaszener Schwarz-Weiß-Architektur mit osmanisch geprägten Kuppeln und zwei schlanken Minaretten. Die Außenmauern des Komplexes messen 100 × 150 Meter. Die Moschee besitzt einen Gebetsraum mit 256 Quadratmetern und wurde über einem quadratischen Grundriss errichtet. Über dem Eingang im Norden mit einem Muqarnas-Gewölbe wurde ein Portikus mit drei Jochen auf zwölf Säulen mit Muqarnas-Kapitellen errichtet. Im Westen und Osten schließen sich Wohnräume für Gäste an, denen eine offene Säulenhalle vorgelagert ist. Im Norden des Geländes liegt die Armenküche, die im Westen und Osten von einer Karawanserei mit zahlreichen kleinen Kuppeln umrahmt wird. Die Gebäude bilden ein Rechteck in dessen Innerem ein Garten mit einem Wasserbecken für rituelle Waschungen liegt. Im Osten schließt sich daran über einen schmalen Suq die Madrasa an. Das Hauptgebäude nimmt den Stil der Moschee mit einer Kuppel auf und bildet mit den Nebengebäuden mit den Schulräumen ein Rechteck.